# Liga Mistrzów EAFF 2020
Liga Mistrzów EAFF 2020 – druga edycja klubowego międzynarodowego ampfutbolowego turnieju piłkarskiego zorganizowana przez European Amputee Football Federation, która miała się odbyć w Bielsku-Białej w dniach 22-24 maja 2020 roku. Ze względu na sytuację epidemiologiczną związaną z pandemią COVID-19 turniej został odwołany.

## Uczestnicy
- Podbeskidzie Kuloodporni Bielsko-Biała
- Shamrock Rovers F.C.
- PSV Eindhoven
- Şahinbey Bld Ampute Takımı
- Nuova Montelabbate Calcio Amputati
- Crewe Sharks
- AFC Tbilisi
- Dynamo Ałtaj

## Losowanie
Losowanie fazy grupowej odbyło się 1 lutego 2020 roku podczas kongresu EAFF w Krakowie.

## Mecze

### Faza grupowa

#### Grupa A
| Zespół                                 | Pkt                         | M                           | W                           | R                           | P                           | Br+                         | Br−                         | +/− |
| -------------------------------------- | --------------------------- | --------------------------- | --------------------------- | --------------------------- | --------------------------- | --------------------------- | --------------------------- | --- |
| Podbeskidzie Kuloodporni Bielsko-Biała | mecze nie zostały rozegrane | mecze nie zostały rozegrane | mecze nie zostały rozegrane | mecze nie zostały rozegrane | mecze nie zostały rozegrane | mecze nie zostały rozegrane | mecze nie zostały rozegrane |     |
| Dynamo Ałtaj                           | mecze nie zostały rozegrane | mecze nie zostały rozegrane | mecze nie zostały rozegrane | mecze nie zostały rozegrane | mecze nie zostały rozegrane | mecze nie zostały rozegrane | mecze nie zostały rozegrane |     |
| Shamrock Rovers F.C.                   | mecze nie zostały rozegrane | mecze nie zostały rozegrane | mecze nie zostały rozegrane | mecze nie zostały rozegrane | mecze nie zostały rozegrane | mecze nie zostały rozegrane | mecze nie zostały rozegrane |     |
| Crewe Sharks                           | mecze nie zostały rozegrane | mecze nie zostały rozegrane | mecze nie zostały rozegrane | mecze nie zostały rozegrane | mecze nie zostały rozegrane | mecze nie zostały rozegrane | mecze nie zostały rozegrane |     |

#### Grupa B
| Zespół                             | Pkt                         | M                           | W                           | R                           | P                           | Br+                         | Br−                         | +/− |
| ---------------------------------- | --------------------------- | --------------------------- | --------------------------- | --------------------------- | --------------------------- | --------------------------- | --------------------------- | --- |
| Şahinbey Bld Ampute Takımı         | mecze nie zostały rozegrane | mecze nie zostały rozegrane | mecze nie zostały rozegrane | mecze nie zostały rozegrane | mecze nie zostały rozegrane | mecze nie zostały rozegrane | mecze nie zostały rozegrane |     |
| AFC Tbilisi                        | mecze nie zostały rozegrane | mecze nie zostały rozegrane | mecze nie zostały rozegrane | mecze nie zostały rozegrane | mecze nie zostały rozegrane | mecze nie zostały rozegrane | mecze nie zostały rozegrane |     |
| PSV Eindhoven                      | mecze nie zostały rozegrane | mecze nie zostały rozegrane | mecze nie zostały rozegrane | mecze nie zostały rozegrane | mecze nie zostały rozegrane | mecze nie zostały rozegrane | mecze nie zostały rozegrane |     |
| Nuova Montelabbate Calcio Amputati | mecze nie zostały rozegrane | mecze nie zostały rozegrane | mecze nie zostały rozegrane | mecze nie zostały rozegrane | mecze nie zostały rozegrane | mecze nie zostały rozegrane | mecze nie zostały rozegrane |     |